# My So-Called Life

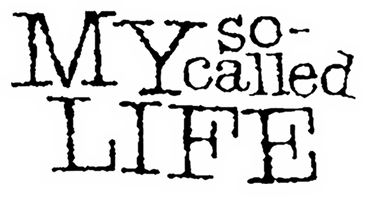
Logo My So-Called Life (série de TV dos Estados Unidos)

My So-Called Life (Minha Vida de Cão no Brasil) é uma série televisiva norte-americana criada por Winnie Holzman e exibida originalmente nos Estados Unidos de 25 de agosto de 1994 a 26 de janeiro de 1995. Foi cancelado em 15 de maio de 1995 devido a sua baixa audiência, após 19 episódios. No entanto, desde então a série tem ganho um status cult.
Conhecida por usar metáforas para desenvolver a história, esta inovadora série é muitas vezes considerada ter sido "demasiado inteligente para TV". O seriado foi louvado por seu retrato fiel à adolescência e pelos comentários astutos de sua personagem principal, Angela (interpretada por Claire Danes).
Foi a série que lançou a carreira dos atores Claire Danes e Jared Leto.

## Temas
My So-Called Life lidava com temas sociais importantes do início dos anos 90, como abuso infantil, homofobia, alcoolismo na adolescência, não ter um lar, adultério, bullying, censura e uso de drogas. Muitos seriados da época abordavam esses problemas num episódio especial, no qual ele era introduzido no começo e concluído no fim, mas em My So-Called Life tais temas faziam parte do enredo e estrutura narrativa da série. O título é, por si, uma alusão à insignificância sentida por muitos adolescentes.

## Elenco principal
Bess Armstrong
Wilson Cruz
Claire Danes
Devon Gummersall
A. J. Langer
Jared Leto
Devon Odessa
Lisa Wilhoit
Tom Irwin
Shannon Leto

## Episódios
1. Pilot
2. Dancing in the Dark
3. Guns and Gossip
4. Father Figures
5. The Zit
6. The Substitute
7. Why Jordan Can't Read
8. Strangers in the House
9. Halloween
10. Other People's Mothers
11. Life of Brian
12. Self-Esteem
13. Pressure
14. On the Wagon
15. So-Called Angels
16. Resolutions
17. Betrayal
18. Weekend
19. In Dreams Begin Responsibilities

## Reconhecimento e prêmios
Em 1995 surgiu uma campanha online feita pelos fãs para evitar o cancelamento da série. Foi uma das primeiras campanhas para salvar uma série.
Em 1995, Claire Danes ganhou o Globo de Ouro de melhor atriz em série dramática por seu trabalho na série.
Em 2007 a revista Time incluiu My So-Called Life em sua lista de "100 Melhores Programas de Televisão de Todos os Tempos".